# 境港市議会
境港市議会（さかいみなとしぎかい）とは、鳥取県境港市に設置されている地方議会である。

## 概要
市政発足と同時に市議会に移行し、1958年の第2回選挙から全市1区の選挙制となる。
市議会は年4回の定例会（3月、6月、9月、12月）と必要に応じて臨時会が行われる。議会の招集は市長が行うが、議員定数の4分の1以上の議員から請求があったとき、市長は臨時会を招集しなければならない。市議会議員は、満25歳以上の市民で、4年ごとに選挙で選ばれている。議員定数は、境港市の場合、条例で15人と定めている。

## 会派
| 会派名                           | 議員数 | 所属党派   | 所属議員                                                       |
| -------------------------------- | ------ | ---------- | -------------------------------------------------------------- |
| 自由未来                         | 7      |            | 荒井秀行、伊藤康弘、景山憲、加藤文治、永井章、松本晶彦、吉井巧 |
| きょうどう                       | 5      |            | 岡空研二、柊康弘、平松謙治、森岡俊夫、米村一三                 |
| 無所属（境港市議会公明党議員団） | 2      | 公明党     | 足田法行、田口俊介                                             |
| 無所属                           | 1      | 日本共産党 | 安田共子                                                       |
| 計                               | 15     |            |                                                                |

（2022年11月29日現在）

## 議員

### 自由未来
- 荒井 秀行（あらい ひでゆき）[3][4] - 所属党派・自由民主党、当選回数・6回[3]。1948年、鳥取県境港市竹内町出身[4][5]。大阪工業大学工学部建築学科卒業、栗本建設工業入社[5]。2002年、境港市議会議員に初当選[5]。2016年3月、市議会副議長に選出された。2022年2月、市議会議長に選出された[6]。所有資格は一級建築士、設備設計一級建築士[5]。住所は竹内町[3]。
- 伊藤 康弘（いとう やすひろ） - 当選回数・1回[3]。1991年生まれ[3][7]。住所は外江町[3]。
- 景山 憲（かげやま けん） - 当選回数・4回[3]。1949年生まれ[3]。住所は中野町[3]。
- 加藤 文治（かとう ぶんじ） - 所属党派・自由民主党、当選回数・2回[3]。1959年、境港市中町生まれ[7]。1982年、西日本工業大学建築科卒業、山根俊彦建築設計事務所入社[7]。2021年、時敏塾一級建築士事務所設立[7]。住所は中町[3]。
- 永井 章（ながい しょう） - 当選回数・5回[3]。1946年生まれ[3]。住所は三軒屋町[3]。
- 松本 晶彦（まつもと あきひこ） - 当選回数・1回[3]。1966年生まれ[3]。住所は外江町[3]。
- 吉井 巧（よしい たくみ） - 所属党派・自由民主党、当選回数・2回[3]。1971年生まれ[3]。住所は小篠津町[3]。

### きょうどう
- 岡空 研二（おかそら けんじ）[8] - 当選回数・6回[3]。境港大漁太鼓荒神会会長。1949年生まれ[3]、鳥取県境港市出身[8]。1972年、日本大学土木工学科卒業[8]。2016年3月、市議会議長に選出された。父は元境港市議会議員・岡空至。千代むすび酒造創業家・岡空家の一族である。住所は明治町[3]。
- 柊 康弘（ひいらぎ やすひろ）[9] - 当選回数・5回[3]。所属党派・立憲民主党[10]。1968年生まれ[3][10]。倉吉北高等学校出身[9]。境港ペーロン協会会長、境港市ハンドボール協会会長、境港保護区保護司会企画調整保護司。民主党青年委員会 中国ブロック代表をつとめた[11]。住所は高松町[3]。
- 平松 謙治（ひらまつ けんじ） - 当選回数・6回[3]。1965年生まれ[3]。1990年、玉川大学工学部機械工学科卒業[12]。同年アスキー入社[12]。1993年、アスキー退社[12]。同年ひらまつ・カネコ食品入社[12]。2004年、境港市議会議員補欠選挙当選[12]。住所は花町[3]。
- 森岡 俊夫（もりおか としお）[13] - 当選回数・5回[3]。海事代理士[13]。1959年生まれ[3]、福岡県北九州市出身[13]。1982年、福岡大学卒業[13]。住所は朝日町[3]。
- 米村 一三（よねむら いちぞう）[14] - 当選回数・6回[3]。1946年生まれ[3]、鳥取県境港市出身[14]。1969年、明治大学政治経済学部卒業[14]。住所は竹内町[3]。

### 無所属
- 足田 法行（あしだ のりゆき） - 境港市議会公明党議員団、当選回数・3回[3]。1963年生まれ[15]。1985年、創価大学法学部卒業[15]。1989年よりたなか屋菓子舗勤務[15]。住所は幸神町[3]。
- 田口 俊介（たぐち しゅんすけ） - 境港市議会公明党議員団、当選回数・5回[3]。1963年生まれ[16]。1986年、創価大学経済学部経済学科中退[16]。1987年、境港蔦屋書店入社[16]。1997年、日本木材防腐入社[16]。2005年、大日本木材防腐入社[16]。2006年2月、初当選[16]。2022年2月、市議会副議長に選出された[6]。住所は夕日ヶ丘2丁目[3]。
- 安田 共子（やすだ ともこ） - 所属党派・日本共産党、当選回数・3回[3]。1971年生まれ[3]。広島大学教育学部心理学科卒業[17]。国立療養所鳥取病院、岡山県公立学校に勤務した[17]。2005年4月から2013年4月まで境港市役所で家庭相談員、婦人相談員を務め、境港総合技術高校でスクールカウンセラーにも従事した[17]。2022年、日本共産党鳥取県西部地区委員会委員長に選出された[18]。住所は新屋町[3]。

## 議会構成

### 議長、副議長
- 議長 - 永井章 - 2024年2月26日〜[19]
- 副議長 - 田口俊介 - 2024年2月26日〜[19]

### 議会運営委員会
議会運営、会議規則、議事日程などの重要事項を審議する。
- 委員長 - 森岡俊夫[19]
- 副委員長 - 松本晶彦[19]
- 委員 - 荒井秀行、加藤文治、平松謙治、柊康弘、田口俊介、安田共子[19]

### 常任委員会
総務民教委員会
総務部、市民生活部、教育委員会、監査委員、選挙管理委員会の所管に属する事項及び他の委員会の所管に属しない事項を審議する。
- 委員長 - 平松謙治[19]
- 副委員長 - 加藤文治[19]
- 委員 - 永井章、伊藤康弘、岡空研二、森岡俊夫、足田法行、安田共子[19]

経済厚生委員会
福祉保健部、産業部、建設部、農業委員会の所管に属する事項を審議する。
- 委員長 - 吉井巧[19]
- 副委員長 - 柊康弘[19]
- 委員 - 荒井秀行、松本晶彦、米村一三、田口俊介、景山憲[19]

予算委員会
一般会計、特別会計の予算を審議する。
- 委員長 - 平松謙治[19]
- 副委員長 - 吉井巧[19]
- 委員 - 荒井秀行、永井章、加藤文治、松本晶彦、伊藤康弘、米村一三、岡空研二、森岡俊夫、柊康弘、田口俊介、足田法行、景山憲、安田共子[19]

### 特別委員会
災害対策調査特別委員会
境港市地域防災計画ならびに島根原子力発電所に係る災害対策に関することについて調査研究をする。
- 委員長 - 足田法行[19]
- 副委員長 - 米村一三[19]
- 委員 - 永井章、加藤文治、松本晶彦、平松謙治、森岡俊夫、景山憲[19]

基地・空港港湾問題調査特別委員会
基地に関する諸問題ならびに空港・港湾の整備、利用促進等について調査研究をする。
- 委員長 - 米村一三[19]
- 副委員長 - 伊藤康弘[19]
- 委員 - 荒井秀行、永井章、岡空研二、柊康弘、田口俊介、安田共子[19]

議会改革推進特別委員会
境港市議会基本条例を踏まえ、議会改革の推進について幅広く調査研究をする。
- 委員長 - 景山憲[19]
- 副委員長 - 吉井巧[19]
- 委員 - 松本晶彦、伊藤康弘、平松謙治、森岡俊夫、柊康弘、田口俊介[19]

公共施設等のあり方調査特別委員会
次世代に過度な負担を残すことのない、効率的で効果的な公共施設等の管理・運営について調査研究をする。
- 委員長 - 加藤文治[19]
- 副委員長 - 安田共子[19]
- 委員 - 荒井秀行、吉井巧、伊藤康弘、岡空研二、平松謙治、足田法行[19]

## 活動

### 安保法制
2015年7月3日に閉会した境港市議会6月定例会最終日に、会派きょうどう、日本共産党境港市議団他の提案による「安保関連法案の慎重審議を求める決議」が賛成多数（賛成8、反対6）で可決された。この決議案に対し、公明党境港市議団は独自に「平和安全法制整備法案等の慎重かつ国民に対して誠実な審議を求める決議（案）」を起案し、会派みなとみらい（自民系）と共に提案したが賛成少数で否決された。
境港市議会の「安保法案は廃案にせよ」の共同アピールを発表した定岡敏行・安田共子（所属会派・無所属、日本共産党境港市議団）、柊康弘（所属会派・きょうどう）、平松謙治（所属会派・きょうどう）、松本熙（所属会派・無所属、社民党）は8月26日、市民集会を開いた。約100人が参加した。集会では市議5人と元市議2人がリレートークで安保法制反対を訴えた。

### 共謀罪
境港市議会は2017年6月30日、犯罪を計画段階で処罰する「共謀罪」の趣旨を盛り込んだ改正組織犯罪処罰法について、拙速に施行せず、国民への説明責任を十分果たすよう、国に求める意見書案を賛成多数で可決した。

### 北朝鮮
下西文雄（境港市日朝友好協会会長）は北朝鮮の元山市との友好都市協定締結に尽力した。

## 議員報酬
- 議長 - 月額487800円[23]
- 副議長 - 月額414000円[23]
- 常任委員会委員長及び議会運営委員会委員長 - 月額395100円[23]
- 常任委員会副委員長及び議会運営委員会副委員長 - 月額390600円[23]
- 議員 - 月額385200円[23]

## 歴代議長
議長一覧
議長は以下の通り。 
| 代 | 氏名     | 就任年月日 |
| -- | -------- | ---------- |
| 1  | 岡田洲二 | 1954年9月  |
| 2  | 門脇亀栄 | 1955年5月  |
| 3  | 富谷栄   | 1958年9月  |
| 4  | 寺本利治 | 1959年10月 |
| 5  | 中村実三 | 1960年9月  |
| 6  | 渡辺勇   | 1961年9月  |
| 7  | 富谷栄   | 1964年9月  |
| 8  | 河西力雄 | 1966年9月  |
| 9  | 渡辺勇   | 1971年9月  |
| 10 | 下西文雄 | 1972年9月  |
| 11 | 足羽真   | 1974年9月  |
| 12 | 永井貞章 | 1976年10月 |
| 13 | 下西文雄 | 1978年9月  |
| 14 | 下西文雄 | 1982年9月  |
| 15 | 渡辺勇   | 1985年6月  |

## 沿革
1956年
- 4月 - 初市議会。

1965年
- 4月5日 - 1962年の境港市議選のさいの選挙違反に判決があり、境港市議石橋弘ら5人に懲役または罰金刑が言い渡された[25]。

## 出身人物
前職・元職
- 河西力雄（境町会議員）
- 佐賀省三（上道村会議員）
- 長山英一（中浜村会議員）
- 広島了輔（鳥取県議会副議長）
- 松本豊（松本木材取締役社長、境港商工会議所会頭）
- 安田優子（鳥取県議会議員）